# Scott Travis
Mark Scott Travis (Norfolk, 6 settembre 1961) è un batterista statunitense.

## Biografia
È nato a Norfolk (Virginia) il 6 settembre 1961. Iniziò la sua carriera musicale nel 1984 con gli Hawk, per poi entrare nei Racer X, gruppo heavy metal capitanato dal chitarrista virtuoso Paul Gilbert, di cui è ancora il batterista.
Nel 1989 militò in una formazione heavy metal di Los Angeles, i The Scream di John Corabi (che poco dopo entrerà nei Mötley Crüe) e Juan Alderete e Bruce Bouillet dei Racer X. Tuttavia Travis rimase nel gruppo solo un anno, per poi essere sostituito da Walt Woodward III degli Shark Island.
Collaborò con il gruppo Heavy metal dei Judas Priest, sostituendo, nel 1989 Dave Holland che abbandonò per motivi personali.
Il suo drumming eclettico diede un grande contributo per la nascita di Painkiller (1990), considerato uno dei dischi emblematici del metal e che vide il gruppo riscattarsi, dopo la pubblicazione dei due album Turbo (1986) e Ram It Down (1988).
Dopo vari diverbi, il cantante Rob Halford se ne andò ed il batterista, pur rimanendo nei Judas Priest, decise di collaborare anche con il "Metal God", incidendo tre album con i Fight, la band da loro formata.
Nei Priest arrivò Ripper Owens, un cantante dalle indubbie doti canore che però non ricevette una buona accoglienza dai fan del gruppo, a causa di due album criticati come Jugulator (1997) e Demolition (2001), albums che videro i Judas Priest avvicinarsi a un genere metal molto pesante ma poco consono alle richieste dei fan.
Insieme ai Judas Priest ritornati con Rob Halford, ha pubblicato i dischi Angel of Retribution (2005), Nostradamus (2008), Redeemer of Souls (2014), Firepower (2018) e Invincible Shield (2024). Inoltre ha proseguito la sua collaborazione con i Racer X fino allo scioglimento della band nel 2009.

## Discografia

### Con i Racer X
- 1987 – Second Heat
- 1988 – Extreme Volume Live
- 1992 – Extreme Volume II Live
- 1999 – Technical Difficulties
- 2000 – Superheroes
- 2001 – Snowball of Doom
- 2001 – Live At The Whisky Snowball Of Doom (video)
- 2002 – Getting Heavier
- 2002 – Live at the Yokohama: Snowball of Doom 2

### Con i Judas Priest
- 1990 – Painkiller
- 1997 – Jugulator
- 1998 – '98 Live Meltdown
- 2001 – Demolition
- 2002 – Live in London
- 2005 – Angel of Retribution
- 2008 – Nostradamus
- 2009 – A Touch of Evil: Live
- 2014 – Redeemer of Souls
- 2016 – Battle Cry
- 2018 – Firepower

### Con i Fight
- 1993 - War Of Words
- 1995 - A Small Deadly Space
- 1994 - Mutations (EP)
- 2006 - K5: The War of Words Demos (raccolta)
- 2008 - Into the Pit (box-set)

### Altri album
- 2009 – Hawk – Let The Metal Live
- 2012 – Antimetal USA – Antimetal

### Partecipazioni
- 1992 – Artisti Vari – L.A. Blues Authority (batteria nel brano Ramblin' On My Mind con Billy Sheehan, Tony MacAlpine e Jeff Martin)
- 1996 – Artisti Vari – Spacewalk: A Tribute to Ace Frehley (batteria in tutti i brani tranne che in Rip It Out di Scott Ian, New York Groove di Bruce Bouillet, Fractured Mirror di Dimebag Darrell e Take Me To The City di Ace Frehley)
- 2000 – Artisti Vari – Bat Head Soup: A Tribute to Ozzy (batteria nel brano Children Of The Grave con Paul Gilbert, John Alderete e Jeff Martin)
- 2004 – Artisti Vari – Metallica Metallic Attack The Ultimate Tribute (batteria nel brano Enter Sandman con Tommy Victor, Joey Vera e Nuno Bettencourt)